# Knut Storberget
Knut Storberget (ur. 6 października 1964 w Elverum) – norweski prawnik i polityk, działacz Partii Pracy, deputowany, w latach 2005–2011 minister sprawiedliwości.

## Życiorys
Studiował na Uniwersytecie w Oslo, gdzie w 1985 ukończył nauki polityczne, a w 1990 prawo. W 1992 zaczął wykonywać zawód adwokata. Zaangażował się również w działalność Partii Pracy, w latach 1991–1999 zasiadał z jej ramienia w radzie gminy Elverum.
Od 1993 do 2001 był zastępcą poselskim. W wyborach parlamentarnych w 2001 został wybrany do Stortingu, reelekcję uzyskiwał w 2005, 2009 i 2013. W październiku 2005 został ministrem sprawiedliwości w drugim rządzie Jensa Stoltenberga. Urząd ten sprawował do listopada 2011.
W 2019 został gubernatorem okręgów Oppland i Hedmark, a w 2020 objął tożsame stanowisko w nowym regionie Innlandet.

## Wybrane publikacje
- Juridisk kontroll med alkoholpolitiske beslutninger (1993)
- Jus og alkoholpolitikk (1995)